# Бройда-Бахат, Яэль
Яэ́ль Бро́йда-Ба́хат (ивр. יעל ברוידא-בהט‎) — израильская активистка движения за мир, учёный и содиректор организации «Женщины за мир» (Women Wage Peace).

## Карьера
Получив степень бакалавра в области права и бухгалтерского учёта, Бройда-Бахат получила степень магистра права, защитив диссертацию по законодательству, регулирующему грудное вскармливание. Она получила докторскую степень по праву в Тель-Авивском университете, специализируясь на семейном праве, феминизме и истории права. Её докторская диссертация была посвящена израильским женским организациям в первые десятилетия существования Израиля и их деятельности по обеспечению имущественных прав женщин.
Бройда-Бахет была приглашённой преподавательницей в Тель-Авивском университете и заместителем редактора журнала «Теоретические исследования в области права». С 2017 по 2018 год Бройда-Бахат была приглашённым профессором по израильским исследованиям в Йоркском университете в Канаде.

## Активизм
Бройда-Бахат и её коллега-активистка движения за мир Вивиан Сильвер в 2014 году основали Women Wage Peace. Организация насчитывает более 50 000 членов. Подчёркивая важность участия женщин в мирном процессе, WWP стремится к политическому урегулированию израильско-палестинского конфликта путём переговоров. С 2021 года организация сотрудничает с палестинским братским движением «Женщины Солнца». К февралю 2023 года Бройда-Бахат стала содиректором организации. Будучи членом организации Women Wage Peace, Бройда-Бахат критиковала политику правительства, которая ограничивает въезд палестинских активистов в Израиль, и продолжающуюся в 2023 году войну Израиля с ХАМАС.
Бройда-Бахат дала интервью ABC News, France 24, и Here & Now на NPR о реакции движения за мир на войну Израиля и ХАМАС в 2023 году.
Сильвер, которую Бройда-Бахат считала наставницей организации, которой она многим обязана, была убита ХАМАС во время нападения на Израиль 7 октября 2023 года.

## Признание
В ноябре 2023 года Бройда-Бахат вошла в список 100 женщин по версии Би-би-си.

## Публикации
- Braudo-Bahat, Yael (20 апреля 2016). Towards a Relational Conceptualization of the Right to Personal Autonomy. American University Journal of Gender, Social Policy & the Law. 25 (2): 111–154.